# Nagasareh
Nagasareh is een bestuurslaag in het regentschap Sampang van de provincie Oost-Java, Indonesië. Nagasareh telt 2601 inwoners (volkstelling 2010).